# Plothener Teiche

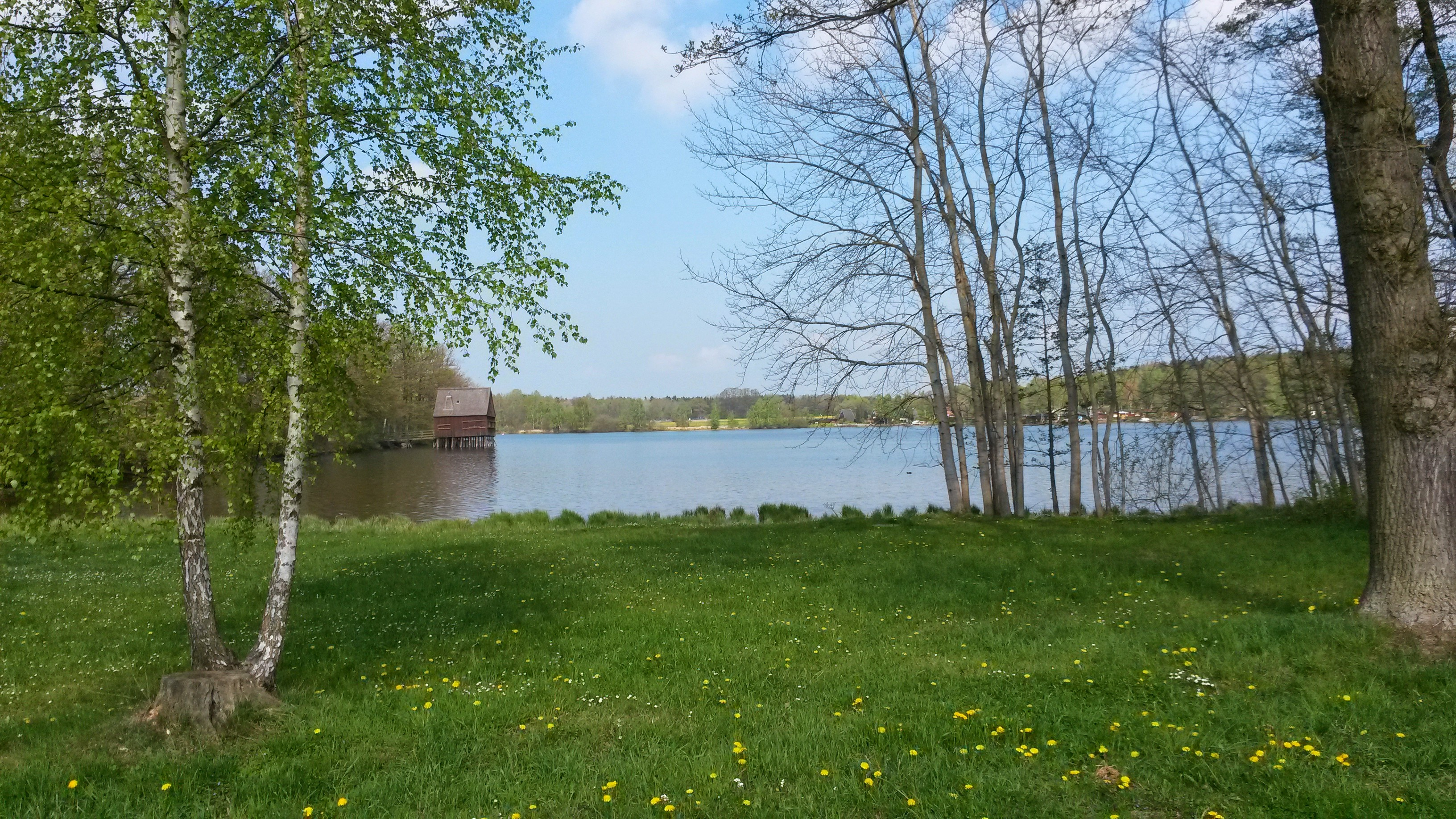
Hausteich mit Pfahlhaus

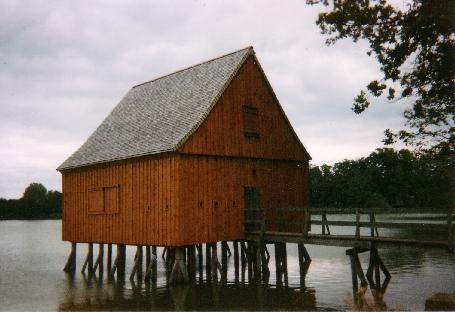
Pfahlhaus im Hausteich

Die Plothener Teiche sind ein Gebiet von Teichen im Saale-Orla-Kreis in Thüringen. Sie erstrecken sich hauptsächlich auf die Orte Plothen, Knau und Dreba und gehören zum Naturpark Thüringer Schiefergebirge/Obere Saale. Das Gebiet ist als Naturschutzgebiet Dreba-Plothener Teichgebiet ausgewiesen.
Die ersten Teiche wurden im Mittelalter von Mönchen angelegt. Im Laufe der Zeit wurden viele kleinere Teiche zu größeren zusammengelegt. Heute ist der größte Teich der Hausteich mit einer Fläche von 28 Hektar. Solche Teichanlagen wurden geschaffen, um die große Nachfrage nach Fischen zu befriedigen, die aufgrund der zahlreichen Fastentage bestand. Teichanlagen wie die Plothener Teiche sind eine Form der intensiven Teichbewirtschaftung in der vorindustriellen Zeit. Sie wurden teilweise in einer sogenannten Feld-Teich-Wechselwirtschaft genutzt. Heute werden sie nur noch extensiv genutzt und sind zum Erhalt der Biodiversität wichtig. Im Umkreis von 5 km fanden sich 1600 Teiche dicht beieinander, von denen heute noch etwa 600 vorhanden sind, weswegen das Gebiet auch „Land der tausend Teiche“ genannt wird.
Zu DDR-Zeiten wurde die Landschaft schwer geschädigt: Durch die Schweinemastanlage des SZMK Knau, das zu Hochzeiten die Gülle von 185.000 Tieren in zu Güllebecken umfunktionierten Teichen zwischenlagerte. Die Gewässer wurden verdorben, Bäume starben ab, zahlreiche Tierarten wurden aus ihrem Lebensraum vertrieben.
Die Teiche sind heute nach Renaturierung wieder eine regionale Touristenattraktion und vor allem bei Anglern und Radwanderern beliebt. Eine artenreiche Tier- und Pflanzenwelt ist hier beheimatet. Vögel wie Haubentaucher, Kiebitz, Blässhuhn, Bekassine, Fischadler und Milan sowie eine Vielzahl von Singvögeln sind hier zu finden. Dieses Gebiet ist nicht nur Lebensraum, sondern auch ein international bedeutender Rastplatz für Zugvögel. Eine Attraktion ist das Starenwunder zur Zeit des Vogelzugs, wenn sich an den Teichen Tausende von Staren und anderen Zugvögeln einfinden.
Wahrzeichen des Plothener Teichgebiets ist das etwa 300 Jahre alte Pfahlhaus im Hausteich, in dem ein kleines Museum untergebracht ist.